# 미국의 프랑스어
프랑스어는 미국에서 소수언어로 사용된다. 2020년 연방 아메리칸 지역사회 조사에 따르면 5세 이상의 미국인 약 118만 명이 집에서 프랑스어를 사용한다고 보고했다. 이로써 프랑스어는 영어, 스페인어 (가장 많이 사용되는 로망스어이며 프랑스어는 두 번째), 중국어, 타갈로그어, 베트남어, 아랍어 다음으로 미국에서 7번째로 많이 사용되는 언어가 되었다.
현재 미국인 지역에서 여러 프랑스어 변종이 발전했다.
- 아카디아 프랑스어, 아카디아 식민지 개척자의 후손들이 북부 메인주에서 사용한다.
- 루이지애나 프랑스어, 프렌치 루이지애나 식민지 개척자의 후손들이 루이지애나주에서 사용한다.
- 뉴잉글랜드 프랑스어, 19세기와 20세기 캐나다 이주민의 후손들이 뉴잉글랜드에서 사용한다.
- 미주리 프랑스어, 일리노이 컨트리의 프랑스 정착민 후손들이 미주리주에서 사용한다.
- 머스크랫 프랑스어, 페이덩오의 아비탕, 보야저 및 쿠레르 드 부아의 후손들이 미시간주에서 사용한다.
- 메티스 프랑스어, 메티스인들이 노스다코타주에서 사용한다.

최근에는 프랑스어권 국가 및 지역에서의 이민을 통해 프랑스어가 미국 내 여러 지역으로 유입되었다. 오늘날 프랑스어는 메인주와 버몬트주에서 두 번째로 많이 사용되는 언어(영어 다음)이다. 루이지애나주, 코네티컷주 및 로드아일랜드주에서는 프랑스어가 세 번째로 많이 사용되는 언어(영어 및 스페인어 다음)이다.
제2외국어로서 프랑스어는 미국 학교, 대학 및 종합대학에서 스페인어 다음으로 두 번째로 널리 가르치는 외국어이다. 압도적인 다수의 프랑스계 미국인들은 영어만 사용하며 자랐지만, 일부는 자녀들을 프랑스어 유산 언어 학습 수업에 등록시킨다.

## 방언과 변종

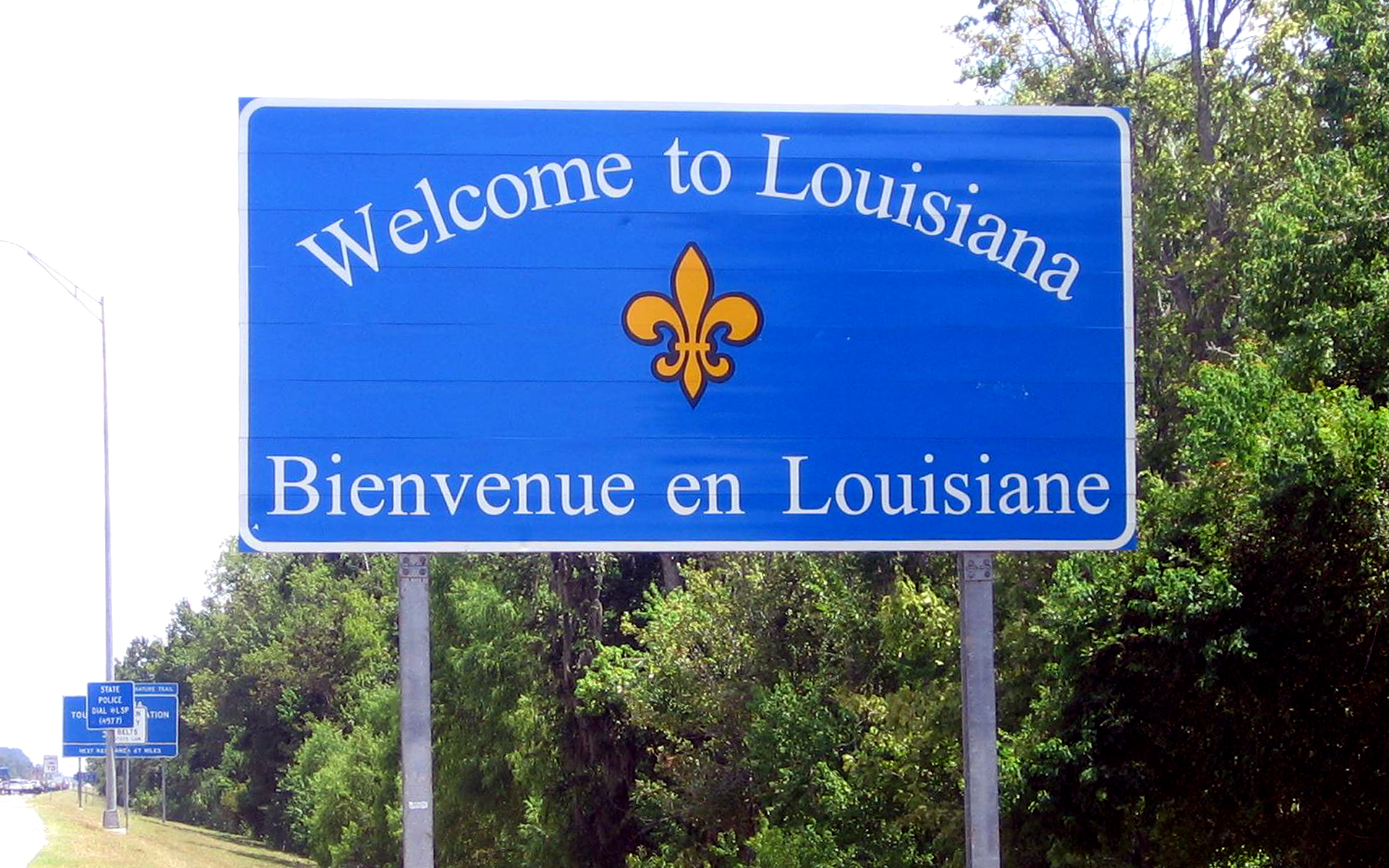
루이지애나주의 이중 언어 도로 표지판

현재 미국인 지역에서 발생한 프랑스어 방언은 크게 세 그룹으로 나뉜다: 루이지애나 프랑스어, 미주리 프랑스어, 뉴잉글랜드 프랑스어 (본질적으로 캐나다 프랑스어의 변형이다).
루이지애나 프랑스어는 전통적으로 세 가지 방언으로 나뉜다: 식민 프랑스어, 루이지애나 크리올 프랑스어, 케이준 프랑스어. 식민 프랑스어는 전통적으로 하부 미시시피강 계곡 정착 초기 프랑스어 형태로, 한때는 교육받은 지주 계층의 언어였다고 한다. 아카디아 프랑스어에서 파생된 케이준 프랑스어는 18세기 아카디아인 망명자들의 도착과 함께 도입되었다고 한다. 아카디아 (현재 노바스코샤주, 뉴브런즈윅주, 프린스에드워드아일랜드주, 북부 메인주)의 프랑스어 사용자 주민인 아카디아인들은 1755년에서 1763년 사이에 영국에 의해 고향에서 추방되었다. 많은 아카디아인들이 하부 루이지애나에 정착하여 "아카디아인"의 변형인 케이준으로 알려지게 되었다. 그들의 방언은 백인 하층민의 전형적인 언어로 간주되었고, 루이지애나 크리올 프랑스어는 흑인 공동체의 언어로 발전했다. 오늘날 대부분의 언어학자들은 식민 프랑스어가 케이준 프랑스어와 크게 통합된 반면, 루이지애나 크리올은 독특한 변종으로 남아 있다고 본다.
미주리 프랑스어는 17세기 일리노이 컨트리의 프랑스 정착민 후손들, 특히 스테. 주네비에브, 세인트루이스, 워싱턴군 지역에서 사용되었다. 1930년대에는 데 소토와 포토시 사이의 올드 광산 지역에 약 600가구의 프랑스어 사용 가정이 있었다고 한다. 20세기 후반에는 이 방언이 거의 멸종되어 몇몇 노인 화자만이 사용할 수 있었다. 비슷하게, 머스크랫 프랑스어는 페이덩오에 정착한 아비탕, 보야저 및 쿠레르 드 부아의 후손들이 미시간주 남동부에서 사용한다.
뉴잉글랜드 프랑스어는 본질적으로 캐나다 프랑스어의 지역 변종으로, 뉴잉글랜드 주 일부에서 사용된다. 이 지역은 특히 19세기와 20세기 초에 캐나다로부터 상당한 이민 유산을 가지고 있다. 프랑스어 유산을 가진 일부 미국인들은 언어를 잃었지만 현재 이를 되살리려 노력하고 있다. 아카디아 프랑스어는 메인주 세인트존 계곡의 아카디아인들도 사용한다.
메티스 프랑스어는 노스다코타주의 일부 메티스인들이 사용한다.
어니스트 F. 헤이든은 펜실베이니아 프렌치빌 프랑스어를 북미 프랑스어의 독특한 방언으로 식별한다. "펜실베이니아 프렌치빌의 프랑스어 지역은 1960년대 후반에 처음 주목을 받았지만, 사용되는 프랑스어 변종은 체계적인 언어학 연구의 대상이 되지 않았다. 헤이든은 정착민의 지리적 기원이 프랑스 중부이며, 뉴올리언스도 마찬가지였지만 정착이 더 최근(1830-1840)에 이루어졌다고 보고한다. 그는 또한 1960년대에는 프랑스어가 주 공동체에서 멸종 위기에 처한 것처럼 보였다고 보고한다."
브레이온 프랑스어는 퀘벡의 보스, 뉴브런즈윅의 에드먼드스턴, 마다와스카 메인주, 주로 아루스투크군에서 사용된다. 표면적으로는 아카디아 프랑스어의 음운적 후손이지만, 분석 결과 퀘벡 프랑스어와 형태통사론적으로 동일하다. 이는 퀘벡 주민과 아카디아 정착민 간의 접촉 방언의 국지적 평준화로 인해 발생한 것으로 보인다. 일부 브레이온인들은 자신들을 아카디아인도 퀘벡인도 아닌 마다와스카 지역의 농업 및 임업과 관련된 역사와 유산을 가진 독특한 문화라고 주장한다.
캐나다 프랑스어는 프랑스계 캐나다인 이민자들이 사용하며, 캐나다계 미국인 및 프랑스계 캐나다계 미국인들도 미국 전역의 리틀 캐나다 및 뉴잉글랜드의 여러 도시에서 사용한다. 캐나다에 거주하는 프랑스계 캐나다인들은 여러 용어를 사용하여 자신들의 문화적 정체성을 표현한다. 2006년 캐나다 인구 조사의 민족 다양성 조사에 따르면 프랑스어 사용자 캐나다인들은 자신의 민족성을 프랑스인, 프랑스계 캐나다인, 퀘벡인, 아카디아인으로 가장 자주 식별했다. 얀첸(2006)은 이 세 민족성을 "프랑스 신세계" 혈통으로 분류했는데, 이는 이들이 캐나다에서 유래했기 때문이다.
이 모든 혈통은 프랑스계 캐나다계 미국인들에게서 나타난다. 뉴펀들랜드 프랑스어를 사용하는 프랑코 뉴펀들랜드인, 프랑코 온타리오인, 프랑코 매니토바인, 프랑사스코와, 프랑코 알버타인, 프랑코 콜럼비아인, 프랑코 테노아, 프랑코 유콘인, 프랑코 누나부인은 프랑스계 캐나다계 미국인 인구의 일부이며 자신들만의 프랑스어 형태를 사용한다.
프랑스에서 사용되는 다양한 프랑스어 방언은 프랑스에서 온 최근 이민자, 프랑스 혈통의 사람들, 프랑스 이민자의 후손들이 미국에서도 사용한다.

## 모국어 사용자 인구

### 프랑스 혈통

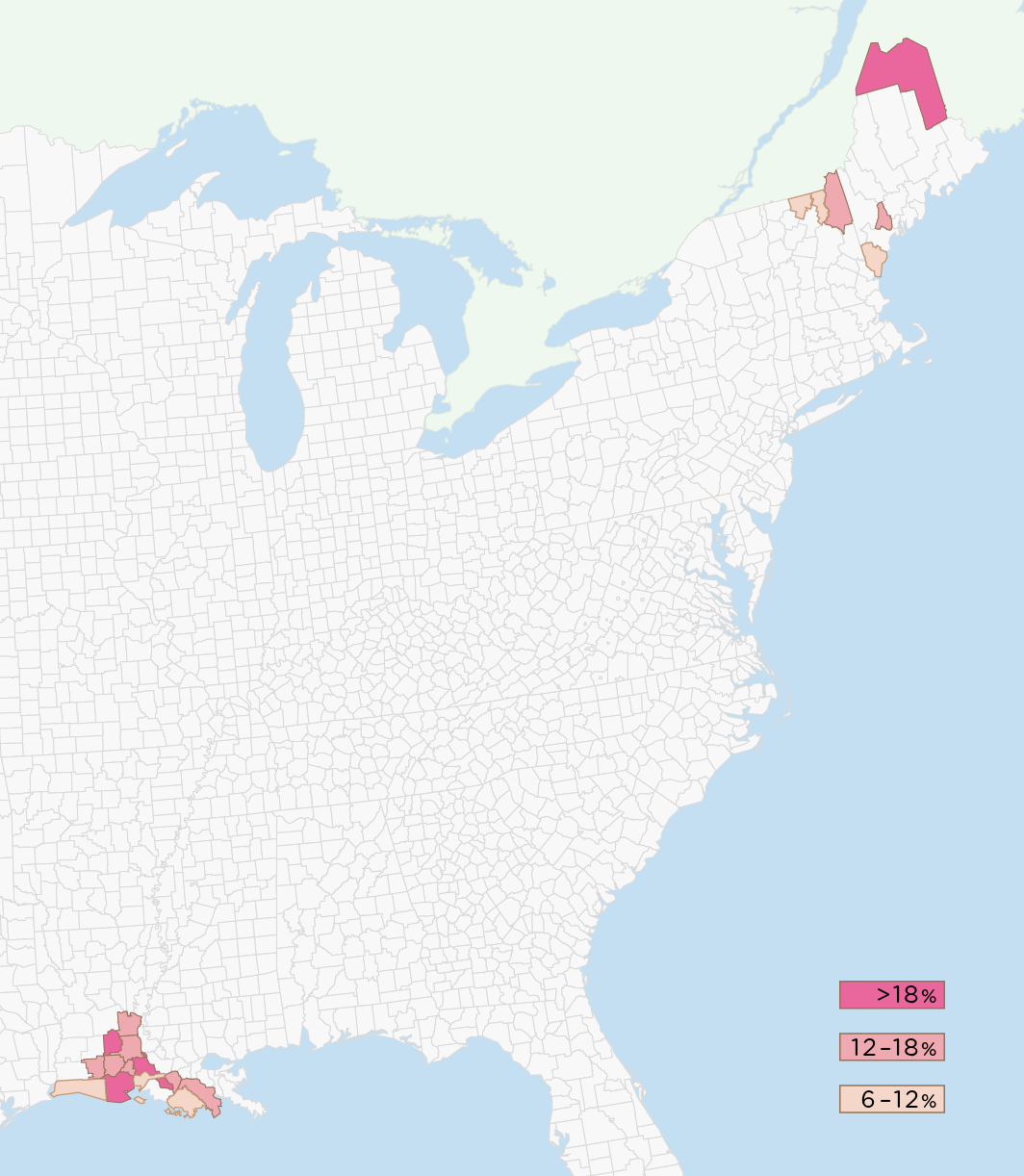
미국 내 프랑스어 사용자 지도.

2010년 인구 조사에서 총 10,804,304명이 프랑스 혈통을 주장했지만, 다른 자료에서는 이 혈통을 주장하는 사람이 1,300만 명에 달한다고 기록했다. 대부분의 프랑스어 사용 미국인은 이 혈통에 속하지만, 벨기에, 스위스, 아이티 및 수많은 프랑스어권 아프리카 국가 출신을 포함하여 프랑스계가 아니면서 프랑스어를 사용하는 상당한 인구도 있다.

### 새로운 프랑스어권 이민자

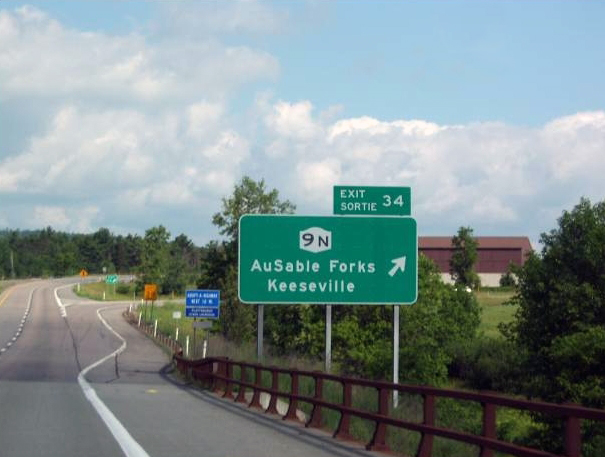
퀘벡과 미국-캐나다 국경 근처 클린턴군의 87번 주간 고속도로에 있는 이중 언어 출구 표지판

플로리다주 마이애미 시에는 프랑스 국외 거주자, 아이티인 (부분적으로 프랑스어에서 파생된 별개의 언어인 아이티어를 사용할 수도 있다), 프랑스계 캐나다인으로 구성된 대규모 프랑스어권 공동체가 있다. 또한 올랜도와 탬파 주변에는 프랑스어권 아프리카인 공동체가 성장하고 있다. 골드러시 시대에 샌프란시스코에서 시작되어 베이 지역으로 이주한 프랑스 와인 제조 이민자들에 의해 보강된 작지만 지속적인 프랑스 공동체는 도시의 프렌치 쿼터를 중심으로 문화적으로 형성되어 있다.
메인주에서는 프랑스어권 아프리카 국가からの 이민으로 인해 프랑스어 사용자가 최근 증가했다.

### 프랑스어권 관광객 및 은퇴자
퀘벡주에서 온 많은 은퇴자들이 플로리다주로 이주했거나, 적어도 겨울을 그곳에서 보낸다. 또한 겨울과 봄에 남동부 주를 여행하는 많은 캐나다인 중에는 프랑스어 사용자가 많으며, 대부분 퀘벡주 출신이지만 뉴브런즈윅주와 온타리오주 출신도 있다. 퀘벡인과 아카디아인도 루이지애나주를 방문하는 경향이 있는데, 퀘벡과 뉴브런즈윅은 루이지애나와 여러 문화적 유대 관계를 공유하기 때문이다.

### 계절 이동
플로리다주, 캘리포니아주, 뉴욕주, 텍사스주, 루이지애나주, 애리조나주, 하와이주 및 기타 몇몇 인기 있는 리조트 지역 (특히 올드 오차드 비치, 케네벙크 및 케네벙크포트, 케이프 메이)은 겨울 및 여름 휴가 동안 퀘벡인들이 대거 방문한다.

## 언어 학습
프랑스어는 전통적으로 전 세계 영어 사용자들에게 선호되는 외국어였다. 그러나 1968년 이후 프랑스어는 미국에서 스페인어 다음으로 두 번째로 많이 학습되는 외국어로 자리 잡았다. 2007~2008년에는 초등학생부터 고등학생까지 약 120만 명의 학생들이 프랑스어 강좌에 등록했으며, 이는 외국어 등록 학생 전체의 14%에 해당한다.
많은 미국 대학에서 프랑스어 강좌를 제공하며, 프랑스어 학위 프로그램도 흔하다. 2021년 가을에는 135,088명의 미국 대학생이 프랑스어 강좌에 등록했으며, 이는 전체 외국어 학생의 11.4%로 (584,453명 또는 49.4%인 스페인어 다음으로) 두 번째로 높은 수치이다.
전통적으로 프랑스어 교육은 사립학교에서 더 중요했지만, 이 학교들의 언어 선택 요건 때문에 정확한 데이터를 얻기 어렵다. 실제로 외국어 학습은 모든 주에서 미국 학생들에게 필수가 아니다. 그러나 뉴욕주, 버지니아주 및 조지아주를 포함한 일부 주에서는 최소 2년의 외국어 교육을 요구한다.

## 지역 공동체
| 도시/카운티/패리시                                                           | 도시/카운티/패리시   |    | 인구    | 인구       | 인구       |
| 주                                                                           | 주                   | 주 | 총계    | 프랑스어권 | 프랑스어권 |
|                                                                              |                      |    |         | %          |            |
| ---------------------------------------------------------------------------- | -------------------- | -- | ------- | ---------- | ---------- |
| 인구 1000명 이상의 도시                                                      |                      |    |         |            |            |
|                                                                              | 마다와스카           | ME | 4,534   | 84%        | 3,809      |
|                                                                              | 프렌치빌             | ME | 1,225   | 80%        | 980        |
|                                                                              | 밴 뷰런              | ME | 2,631   | 79%        | 2,078      |
|                                                                              | 벌린                 | NH | 10,051  | 65%        | 6,533      |
|                                                                              | 포트 켄트            | ME | 4,233   | 61%        | 2,582      |
| 인구 1000명 미만의 도시                                                      |                      |    |         |            |            |
|                                                                              | 세인트 애가타        | ME | 802     | 80%        | 642        |
|                                                                              | 그랜드 아일          | ME | 518     | 76%        | 394        |
|                                                                              | 세인트 프랜시스      | ME | 577     | 61%        | 352        |
|                                                                              | 세인트 존 플랜테이션 | ME | 282     | 60%        | 169        |
|                                                                              | 햄린                 | ME | 257     | 57%        | 146        |
|                                                                              | 이글 레이크          | ME | 815     | 50%        | 408        |
| 프랑스어권 비율이 가장 높은 카운티/패리시 (프랑스어 기반 크리올 사용자 제외) |                      |    |         |            |            |
|                                                                              | 세인트마틴군         | LA | 48,583  | 27.4%      | 13,312     |
|                                                                              | 에반젤린군           | LA | 35,434  | 25.7%      | 9,107      |
|                                                                              | 버밀리언군           | LA | 53,807  | 24.9%      | 13,398     |
|                                                                              | 아루스투크군         | ME | 73,938  | 22.4%      | 16,562     |
|                                                                              | 라푸쉐군             | LA | 89,974  | 19.1%      | 17,185     |
|                                                                              | 아카디아군           | LA | 58,861  | 19%        | 11,184     |
|                                                                              | 어보이엘스군         | LA | 41,481  | 17.6%      | 7,301      |
|                                                                              | 어섬션군             | LA | 23,388  | 17.6%      | 4,116      |
|                                                                              | 세인트랜드리군       | LA | 87,700  | 16.7%      | 14,646     |
|                                                                              | 코스군               | NH | 33,111  | 16.2%      | 5,364      |
|                                                                              | 제퍼슨데이비스군     | LA | 31,435  | 16.2%      | 5,092      |
|                                                                              | 라피엣군             | LA | 190,503 | 14.4%      | 27,432     |
|                                                                              | 앤드로스코긴군       | ME | 103,793 | 14.3%      | 14,842     |

## 미디어 및 교육

### 문화 및 언어 관련 정부 기관
- 루이지애나 프랑스어 개발 위원회 (CODOFIL)
- 매사추세츠 미국 및 프랑스계 캐나다 문화 교류 위원회[38]

### TV 채널
- 3ABN 프랑세즈, 24시간 프랑스어 기독교 TV 네트워크.[39]
- 봉주르 텔레비전, 24시간 프랑스어로 방송하는 최초의 미국 TV 방송국.[40]
- TV5Monde
- 루이지애나 공영방송 매일 오후 및 주말 아침에 어린이 대상 프랑스어 프로그램 LPB 2 방송
- 카날+ 인터내셔널[41]

### 신문
- 프랑스-아메리카
- 미국에서 발행되는 프랑스어 신문 목록

### 라디오 방송국
- WSRF (AM 1580), 마이애미 지역
- WYGG (FM 88.1), 뉴저지 중부
- KFAI (FM 90.3 미니애폴리스 및 106.7 세인트폴), 미네소타 (주간 방송은 프랑스어이며 영어 번역이 제공되지만, 프랑스어 음악이 특징임)
- KBON (FM 101.1), 루이지애나 남부 (대화 프로그램은 영어이지만, 프랑스어 음악이 특징임)
- KLCL (AM 1470), 루이지애나 남부 (대화 프로그램은 영어이지만, 프랑스어 음악이 특징임)
- KVPI (1050 AM), 루이지애나 남부 (하루 두 번 프랑스어 뉴스 방송, 영어 음악 재생)
- KRVS (FM 88.7), 루이지애나 남부 (영어 및 프랑스어로 다양한 프로그램 제공)
- WFEA (AM 1370) 맨체스터, 뉴햄프셔 (일요일 아침 로저 라세르테의 셰 누 방송)
- WNRI (AM 1380 및 FM 95.1) 운소켓, 로드아일랜드 (토요일 정오 및 일요일 오후 로저와 클로데트 라리베르테의 L'Écho Musical 방송)

### 멀티미디어 플랫폼
- 텔레-루이지애나: 루이지애나의 언어와 문화에 전념하는 멀티미디어 플랫폼.
- 뉴 니보

### 프랑스어 학교
- 노스 시애틀 프랑스어 학교
- 오듀본 차터 스쿨, 뉴올리언스[42]
- 댈러스 인터내셔널 스쿨[43]
- 베르클리 이중 언어 학교
- 뉴올리언스 이중 언어 학교[44]
- 케네우드 프랑스어 몰입 학교, 콜럼버스, 오하이오[45]
- 샌디에이고 프랑스-미국 학교
- 생도미니크 고등학교, 오번 (메인주)
- 오티 국제학교, 텍사스주 휴스턴
- 휴스턴 국제 리세
- 오클랜드 프랑스어권 차터 스쿨
- 뉴저지주 뉴밀포드 프랑스어 이중 문화 아카데미
- 뉴욕 프랑스 리세
- 로스앤젤레스 프랑스 리세
- 시카고 프랑스 리세
- 뉴올리언스 프랑스 리세
- 샌프란시스코 프랑스 리세
- 로스앤젤레스 국제 리세
- 프랑스-미국 국제학교, 샌프란시스코
- 애리조나 프랑스-미국 학교, 템피, 애리조나
- 뉴욕 프랑스-미국 학교
- 로드아일랜드 프랑스-미국 학교, 프로비던스
- 애리조나 국제 학교, 스코츠데일, 애리조나
- 보스턴 국제학교
- 덴버 국제학교
- 인디애나 국제학교
- 투손 국제학교
- 루이지애나 국제학교 (ISL)[46]
- 랭귀지 아카데미, 샌디에이고
- 필라델피아 프랑스 국제 학교[47]
- 메인 프랑스어 학교
- 레투알 뒤 노르 프랑스어 몰입, 세인트폴, 미네소타
- 퓨젯 사운드 프랑스-미국 학교, 머서 아일랜드, 워싱턴
- 워싱턴 프랑스어 몰입 학교
- 실리콘 밸리 프랑코-아메리칸 학교
- 프랑스-미국 국제학교 (포틀랜드, 오레곤)
- 포틀랜드 프랑스어 학교, 포틀랜드, 오레곤
- 베르클리 이중 언어 학교, 베르클리, 캘리포니아
- 존 핸슨 프랑스어 몰입 학교, 옥슨 힐, 메릴랜드
- 로버트 고다드 프랑스어 몰입 학교, 랜햄, 메릴랜드
- 워링 스쿨, 프랑스어 몰입 학교, 베벌리, 매사추세츠
- 보스턴 국제 학교 / 보스턴 국제학교, 캠브리지 및 알링턴, 매사추세츠
- 노르망데일 프랑스어 몰입 초등학교, 에디나, 미네소타
- 세인트루이스 언어 몰입 학교, 세인트루이스, 미주리
- 그린빌 프랑스어 이중 언어 학교, 사우스캐롤라이나
- 리세 로샹보, 워싱턴 D.C.
- 아카데미 라파예트 – 프랑스어 몰입 차터 공립학교, 캔자스시티, 미주리
- 산타 로사 프랑스-미국 차터 스쿨, 산타 로사, 캘리포니아

## 같이 보기
- 프랑스어권 아메리카
- 프랑스계 미국인
- 퀘벡주
- 뉴브런즈윅주
- 루이지애나주
- 프랑스 크리올
- 퀘벡 프랑스어
- 아카디아 프랑스어
- 루이지애나 프랑스어
- 프렌치빌 프랑스어
- 루이지애나 크리올
- 미주리 프랑스어
- 머스크랫 프랑스어
- 뉴잉글랜드 프랑스어
- 캐나다 프랑스어
- 뉴펀들랜드 프랑스어
- 캐나다의 프랑스어
- 미국 프랑스어
- 미네소타의 프랑코포니
- 루이지애나 프랑스어 개발 위원회
- 아메리카의 프랑스 식민화